# Mikołaj Budzanowski

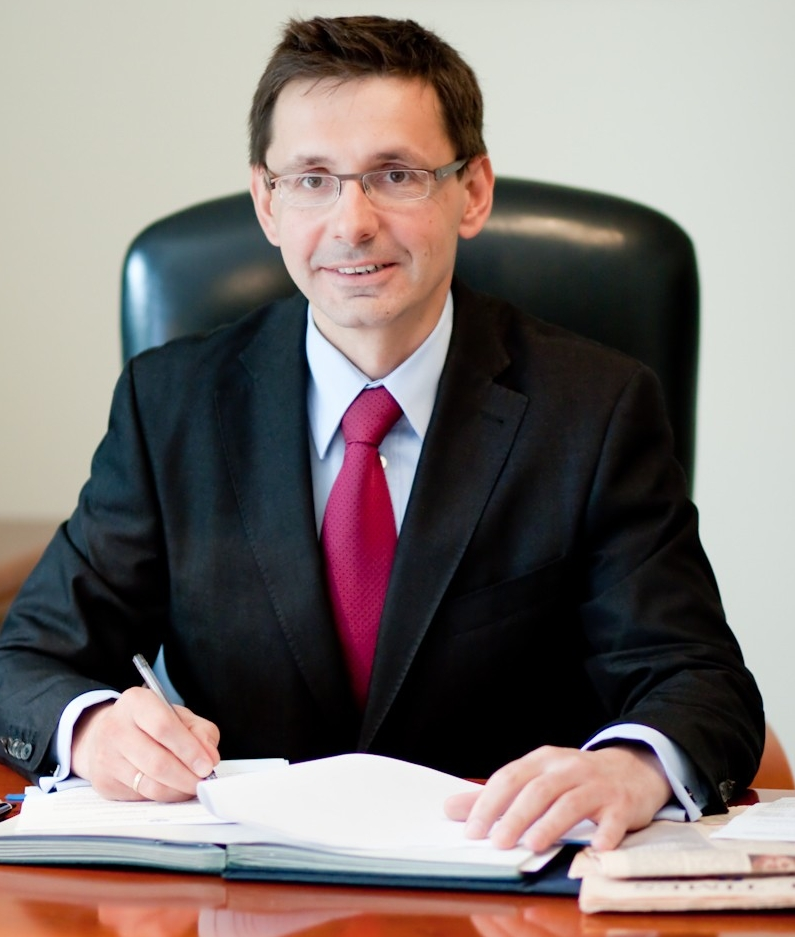
Mikołaj Budzanowski

Mikołaj Edward Budzanowski (anhörenⓘ) (* 11. November 1971 in Krakau) ist ein polnischer Archäologe und Historiker und war zwischen November 2011 und April 2013 polnischer Minister für Staatsvermögen.
Mikołaj Budzanowski studierte 1990 bis 1996 an der Jagiellonen-Universität in Krakau und war 1995 Stipendiat des Deutschen Akademischen Austauschdiensts an der Universität Trier. Zusätzlich studierte er 2002 bis 2003 in Krakau Diplomatie und internationale Beziehungen. Von 2002 bis 2004 arbeitete Budzanowski als Leiter der Abteilung für Europa-Integration in der Verwaltung der Wojewodschaft Kleinpolen. 2004 promovierte er mit Kultnischen auf der oberen Terrasse des Totentempels der Hatschepsut in Deir el-Bahari. Aspekte des Königskultes im Millionenjahrhaus in den Herrschaftsjahren der Königin Hatschepsut. Im Juli 2004 wurde Budzanowski Berater der polnischen EU-Delegation in den Ausschüssen Natur, öffentliche Gesundheit und Lebensmittelsicherheit sowie für Klimaänderung. Im Januar 2008 wechselte er ins polnische Umweltministerium als Direktor für die Abteilung Klimaänderung und nachhaltiges Wachstum. Im September desselben Jahres wechselte er an das Ministerium für Staatsvermögen, wo er als Direktor der Aufsichtsbehörde für Eigentum und Privatisierung wurde. Vom 20. Juli 2009 bis zum 18. November 2011 war er Unterstaatssekretär des Ministeriums mit der Aufsicht für Öl und Gas. Am 24. April 2013 wurde er vom Ministerposten entlassen. Im Juli 2013 wurde er Vorstandsmitglied des Mischkonzerns Boryszew.
Mikołaj Budzanowski ist verheiratet und hat zwei Kinder.